# Осипов Олександр Петрович
Олександр Петрович Осипов (5 грудня 1908, місто Самара, тепер Російська Федерація — 16 травня 1964, місто Ярославль, тепер Російська Федерація) — радянський діяч, секретар ВЦРПС. Депутат Верховної ради СРСР 3-го скликання.

## Біографія
Був підмайстром у майстернях міста Самари. Трудову діяльність розпочав у 1924 році монтером зв'язку Самарської міської телефонної станції.
Потім служив у Червоній армії.
Член ВКП(б) з 1928 року.
У 1934 році закінчив Горьковський механіко-машинобудівний інститут.
У 1934—1938 роках — інженер-конструктор, керівник дослідницької групи, помічник начальника сектору Горьковського державного автомобільного заводу імені Молотова.
У 1938—1941 роках — начальник відділу праці та заробітної плати Горьковського державного автомобільного заводу імені Молотова. Був учасником радянсько-фінської війни 1939—1940 років.
У травні — серпні 1941 року — секретар Автозаводського районного комітету ВКП(б) з кадрів міста Горького.
У серпні — листопаді 1941 року — завідувач відділу машинобудівної промисловості Горьковського обласного комітету ВКП(б).
У листопаді 1941 — травні 1946 року — 1-й секретар Автозаводського районного комітету ВКП(б) міста Горького.
У 1946—1947 роках — 3-й секретар Горьковського міського комітету ВКП(б).
12 липня 1947 — 1948 року — голова ЦК профспілки робітників автомобільної та тракторної промисловості СРСР.
30 грудня 1947 — 29 червня 1950 року — секретар Всесоюзної центральної ради професійних спілок (ВЦРПС).
З 1950 року — начальник управління із виробництва запчастин Міністерства автомобільної промисловості СРСР.
У 1952—1956 роках — член Комітету партійного контролю ЦК КПРС.
У 1957 — квітні 1958 року — 1-й заступник голови Ради народного господарства (раднаргоспу) Ярославського економічного адміністративного району.
У березні 1958 — 1963 року — голова Ярославської обласної ради професійних спілок.
У 1963 — 16 травня 1964 року — голова Ярославської промислової обласної ради професійних спілок.
Помер 16 травня 1964 року в Ярославлі. Похований на Військовому цвинтарі міста Ярославля.

## Нагороди
- орден Трудового Червоного Прапора
- орден «Знак Пошани»
- медалі